# Областна волейболна група Велико Търново
Областна волейболна група Велико Търново е дивизия от непрофесионални волейболни отбори в Област Велико Търново в периода 1960-1990-та години..

## История
Първата волейболна лига в търновска област е съсавена в началото на 60-те години на XX век. Волейболната група е разделена на две зони - западна и източна. Отборън на село Полски Сеновец печели волейболната група през 1963-та година. През 1994-та година ВК"Росина" Павликени и ВК"Левски" Стражица, печелят съответно първо и второ място в Ловечка волейболна група. Към момента се играят само срещи между отборите.

## Отбори
- ВК "Свищов"[3]
- ВК "Павликени"[4]